# Harpalus michaili
Harpalus michaili is een keversoort uit de familie van de loopkevers (Carabidae). De wetenschappelijke naam van de soort is voor het eerst geldig gepubliceerd in 1990 door Boris Mikhailovich Kataev.